# Varmina
Varmina este un gen de molii din familia Lymantriinae.